# John Russell, I conte di Russell
John Russell, primo conte di Russell (Londra, 18 agosto 1792 – 28 maggio 1878), è stato un politico inglese. Facente parte del Partito Liberale, è stato primo ministro del Regno Unito due volte: dal 30 giugno 1846 al 23 febbraio 1852 e dal 29 ottobre 1865 al 18 giugno 1866. John Russell fu il nonno del famoso filosofo, matematico e logico Bertrand Russell.

## Biografia

### I primi anni
Russell nacque in seno ad una famiglia delle più nobili dell'aristocrazia britannica. La famiglia Russell infatti era stata una delle principali dinastie Whig sin dal XVII secolo. I suoi componenti si distinguevano per essere tra i più ricchi proprietari terrieri dello stato, ma, in quanto figlio minore del VI duca di Bedford John non era destinato a ereditare le proprietà di famiglia. In quanto ultrogenito, John aveva il titolo di "Lord Russel" e non risultava iscritto tra i pari d'Inghilterra.
John venne educato alla Westminster School e poi passò all'Università di Edimburgo che frequentò per dieci anni senza però mai laurearsi.

### Vita pubblica
Russell entrò nella Camera dei Comuni come membro del partito Whig nel 1813. Nel 1819 abbracciò la causa della riforma parlamentare e passò all'ala riformista degli Whigs già dagli anni '20 dell'Ottocento. Quando gli Whigs andarono al potere nel 1830 col governo di Charles Grey, Russell entrò nella formazione come Paymaster of the Forces. Fu uno dei principali capi della lotta a favore del Reform Act del 1832, guadagnandosi il soprannome di Finality Jack per aver dichiarato l'atto una misura definitiva, rifiutando ulteriori modifiche. Anche se successivamente continuò a spingere per nuove riforme. Nel 1834, quando il leader dei comuni Lord Althorp, succedette al padre come Conte Spencer venendo trasferito alla camera dei Lords, Russell divenne il leader del partito Whig alla Camera dei Comuni, posizione che mantenne per il resto del decennio sino all'esclusione del proprio partito dal governo nel 1841. In questa posizione Russell continuò a guidare l'ala riformista del proprio partito richiamandosi in particolar modo alla libertà religiosa e, nel ruolo di Home Secretary dalla fine degli anni '30, giocò un ruolo fondamentale nel democraticizzare il governo delle città britanniche. Durante la sua carriera in parlamento, Lord John Russell fu rappresentante per la città di Londra.
Nel 1845, come leader dell'opposizione, Russell si dimostrò favorevole alla ripresa delle Corn Laws, forzando il primo ministro conservatore Sir Robert Peel a seguirlo. 

### Primo ministro (1846-1852)
Quando i conservatori si divisero in questo ambito l'anno successivo, Russel tornò al potere nel 1846 con gli Whigs, questa volta però ricoprendo l'incarico di primo ministro. 
Il governo di Russell assicurò riforme sociali come il finanziamento della formazione degli insegnanti e il passaggio della legge sulle fabbriche del 1847, che limitava l'orario di lavoro di donne e giovani (tra i 13 e i 18 anni) nelle fabbriche tessili a 10 ore al giorno.
Malgrado i successi ottenuti, la premiership di Russell non fu in grado di assicurare il passaggio di molte misure governative a causa dei dissidi interni, gravati ancora di più dalla carestia che in quegli anni colpì l'Irlanda. All'interno il conflitto maggiore era con il segretario degli esteri, Lord Palmerston, il quale era per natura propenso a favorire le rivoluzioni sul continente europeo. Quando, senza l'assenso reale, Palmerston riconobbe il colpo di Stato di Napoleone III di Francia del 2 dicembre 1851, Palmerston venne costretto a dare le proprie dimissioni dal governo. Nel febbraio del 1852, ad ogni modo, Palmerston ottenne la propria vendetta su John Russell sfiduciandolo e votando con l'opposizione, facendo cadere il primo governo Russell.

### All'opposizione (febbraio-dicembre 1852)
La caduta del primo governo Russell portò alla necessità di indire nuove elezioni al parlamento, che si tennero nel luglio 1852 e che videro l'elezione di 330 deputati Conservatori e 324 Whigs (tra questi ultimi erano presenti anche 38 membri che erano tecnicamente conservatori, ma seguivano la corrente di Robert Peel). I "Peeliti" avevano disertato il voto coi Conservatori per seguire la ripresa delle Corn Laws. Le Corn Laws avevano imposto una tariffa su tutto il grano importato e avevano mantenuto alto non solo il prezzo del grano stesso, ma di conseguenza del pane che da esso veniva prodotto. Questo fatto aveva riscosso l'interesse dell'aristocrazia terriera che costituiva il corpo principale del partito conservatore.
Nessuno dei membri di questi gruppi minori era interessato a formare un nuovo governo di Conservatori proprio per gli scontri sulle Corn Laws, ma John Russell e gli Whigs non riuscirono ad accaparrarsi un numero sufficiente di membri a favore del governo dalla propria parte. Per questo motivo, la regina Vittoria chiese al conte di Derby di formare un governo di minoranza.

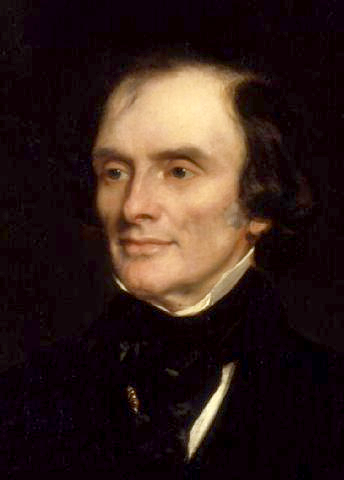
Ritratto di John Russell eseguito da Francis Grant, 1853

Il nuovo governo capeggiato dal conte di Derby ebbe vita breve e nel dicembre del 1852 venne sfiduciato.

### Ministro degli esteri del governo Aberdeen
Russell, come leader del partito Whig, portò il gruppo ad una nuova coalizione con i "Peeliti", capeggiati da Lord Aberdeen. Aberdeen divenne primo ministro e dopo i coinvolgimenti di Palmerston nella vicenda del colpo di Stato di Luigi Napoleone Bonaparte in Francia egli si rese conto che questi non potesse essere nuovamente nominato ministro degli esteri e scelse di nominarlo il 28 dicembre 1852 alla carica di Home Secretary. Per la carica di Segretario di Stato per gli Affari Esteri, dunque, Aberdeen scelse Russell il quale continuava ad essere il leader della più grande coalizione di governo alla Camera dei Comuni.

### La "Questione orientale"
Assieme a Palmerston, Lord John Russell sostenne il coinvolgimento del Regno Unito al fianco della Francia nel tentativo di arginare la crescente potenza dell'Impero russo. I due politici agirono all'interno del governo del conte di Aberdeen che invece si distingueva per essere un noto russofilo. L'Impero ottomano era ormai in declino e molte nazioni europee avevano pensato di trarre dei vantaggi da questo crollo. L'Impero Russo, in particolare, aveva visto la possibilità di ottenere degli sbocchi sul Mar Mediterraneo. Luigi Napoleone Bonaparte, però, poco dopo il suo colpo di Stato aveva inviato a Costantinopoli degli ambasciatori per garantire alla Francia il "protettorato esclusivo dei siti cristiani di Gerusalemme e della Terrasanta". Luigi Napoleone Bonaparte (poi Napoleone III) era nipote dell'imperatore Napoleone I e molti ufficiali inglesi come Aberdeen, che avevano vissuto l'epopea napoleonica di inizio secolo, interpretavano questo gesto come la volontà da parte del discendente di emulare lo zio e formare un nuovo impero che avrebbe portato a una guerra contro l'Inghilterra. Per questo motivo la maggior parte della popolazione era schierata con la Russia o rimaneva neutrale nella disputa. Ad ogni modo l'opinione pubblica inglese era destinata a cambiare in quanto, nelle parole di Lord Stratford de Redcliffe, diplomatico di considerevole ed ammirata esperienza, "l'Inghilterra iniziò a vedere dei vantaggi per sé stessa dal crollo dell'Impero Ottomano".
Quando gli ottomani infine accettarono le richieste di Napoleone III, la Russia si oppose strenuamente a tale richiesta inviando il 7 maggio 1853 un uomo di fiducia dello zar, il principe Aleksandr Sergeevič Menšikov in Turchia affinché potesse concludere un differente accordo. Durante la guerra austro-russa di fine Settecento, la Russia aveva occupato le province di Valacchia e Moldavia. Sulla base del trattato di Küçük Kaynarca siglato nel 1774, la Russia aveva rinunciato a tali province restituendole all'Impero Ottomano in cambio del riconoscimento alla Russia del ruolo di protettrice dei luoghi cristiani a Gerusalemme ed in Terrasanta. Menšikov, dunque, si impegnò in questo senso a far rispettare agli ottomani l'accordo preso anni addietro con l'intento ben più serio di arginare l'influenza francese nell'area.
John Russell, Palmerston e altri iniziarono dunque a vedere l'espansione della Russia come una minaccia per le colonie inglesi in India e per il commercio del Regno Unito con la Persia. Essi dunque sentirono il bisogno di siglare un accordo con la Francia proprio per difendere gli interessi inglesi. La Francia agì inviando la nave Charlemagne nel Mar Nero nella primavera del 1852 come dimostrazione di forza nei confronti dei russi. I russi, dal canto loro, risposero con lo schieramento del 4º e del 5º Corpo d'armata lungo le rive del Danubio. In tutto questo il governo di Aberdeen si mantenne lontanno dalla proclamazione di guerra aperta e Russell stesso si trovò frustrato dalla mancanza di un appoggio serio e deciso nella questione da parte del suo stesso governo e si dimise il 21 febbraio 1853. Aberdeen rimpiazzò Russell con Lord Clarendon.
Infine, nel maggio del 1853, Aberdeen venne obbligato a dare una dimostrazione di forza nella questione inviando una flotta, al comando dell'ammiraglio Armar Lowry Corry (1793-1855), che stazionò nella baia di Biscay all'isola di Malta per poi unirsi a un'altra squadra guidata dall'ammiraglio Sir James Whitley Deans Dundas. Le forze combinate si riunirono a quelle francesi presso l'Isola di Salamina vicino ad Atene, in Grecia. La flotta anglo-francese salpò quindi da questa località verso le coste turche.

### La Guerra di Crimea 1853-1856
Il 2 luglio 1853 le truppe russe occuparono le province di Valacchia e Moldavia, vassalle dell'Impero ottomano avvicinandosi alla riva settentrionale del Danubio. In risposta i turchi decisero di muovere le loro truppe verso la riva meridionale del Danubio e fortificarono le fortezze di Vidin e Silistra.
L'Impero ottomano dichiarò guerra alla Russia il 23 ottobre 1853. La flotta russa sconfisse quella turca nella battaglia di Sinope il 30 novembre 1853. Dopo che la Russia ebbe ignorato l'ultimatum di Gran Bretagna e Francia, entrambe le nazioni dichiararono guerra all'Impero russo il 28 marzo 1854.
Nel settembre del 1854 truppe inglesi, francesi e turche sbarcarono nella penisola di Crimea e iniziarono l'assedio della fortezza russa di Sebastopoli. Il 26 ottobre 1854 si combatté la battaglia di Balaklava con la famosa carica dei seicento. Il 5 novembre 1854 la vittoria alleata sulle truppe russe nella Battaglia di Inkerman portò ad una nuova fase dell'assedio di Sebastopoli. I membri del parlamento inglese a questo punto iniziarono ad avere dei dubbi sulla conduzione della guerra e lo stesso Russell si dimise dai propri incarichi governativi.
Una mozione parlamentare proposta da John Arthur Roebuck (1802–1879), il 29 gennaio 1855 richiese un'indagine circa la conduzione della guerra e, in particolar modo, all'investigazione della condotta del Duca di Newcastle quale Segretario di Stato per la Guerra. La mozione passò alla Camera dei Comuni con 305 voti favorevoli contro 148 contrari. Aberdeen a questo punto decise di dimettersi dal governo e venne chiesto a lord Palmerston di formare un nuovo governo. John Russell venne inviato a Vienna per negoziare, ma decise di ritirarsi nel 1855 temporaneamente dalla politica, concentrandosi nella scrittura.

### Ministro degli esteri nel governo Palmerston 1859-1860

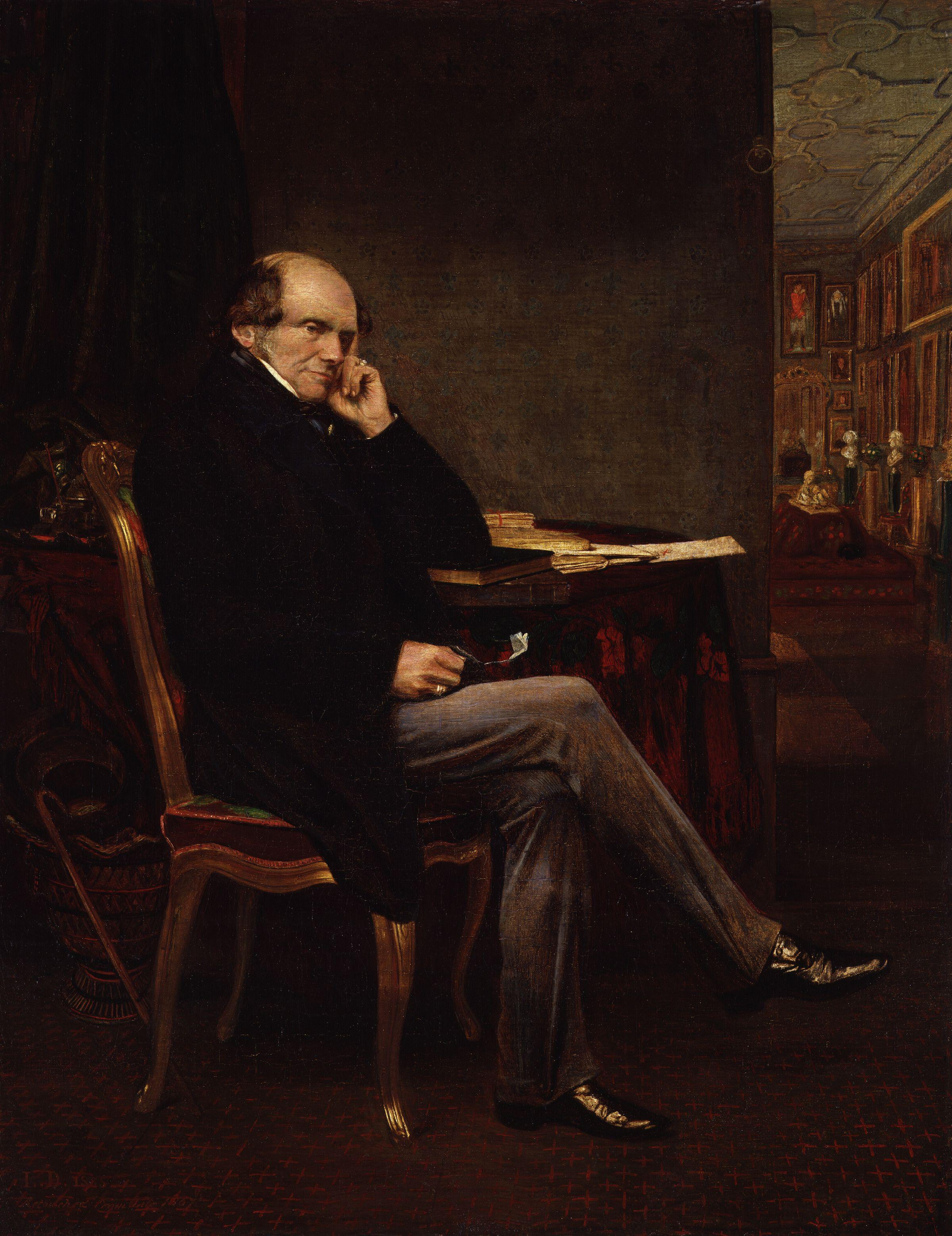
Ritratto del Conte John Russell

Nel 1859, dopo il breve governo conservatore, Russel acconsentì a divenire ministro degli esteri nel nuovo esecutivo Palmerston (considerato solitamente il primo vero governo liberale). Questi anni furono particolarmente intensi per il susseguersi di eventi cruciali nel mondo come il compimento dell'Unità d'Italia, la Guerra civile americana e quella dello Schleswig-Holstein tra Danimarca e stati tedeschi. Il suo incarico divenne famoso per la lettera che egli scrisse in difesa dell'indipendenza italiana inviato alla corte di Vittorio Emanuele II: "Il governo di Sua Maestà rivolgerà il suo sguardo alla gratificante prospettiva di un popolo che sta costruendo il grande edificio delle proprie libertà e sta consolidando il proprio processo d'indipendenza, augurando simpatie e benefici in Europa" (27 ottobre 1860).

### Alla Camera dei Lords
Russell venne nominato Pari come Conte Russell, di Kingston Russell nella contea di Dorset, e Visconte Amberley, di Amberley nella Contea di Gloucester e di Ardsalla nella Contea di Meath, nel 1861. Come Pari del Regno Unito, egli ebbe diritto di sedere nella Camera dei Lords ove rimase per tutto il resto della sua carriera.

### Di nuovo primo ministro 1865-1866
Quando Palmerston morì improvvisamente sul finire del 1865, Russell nuovamente venne prescelto quale primo ministro. La sua seconda premiership fu frustrante e di breve durata, mostrando un Russel incapace di raggiungere la sua grande ambizione di espandere le franchige. Nel 1866 le divisioni interne alla sua fazione di governo portarono ad un crollo del gabinetto e Russel si ritirò definitivamente dalla politica.
Morì il 28 maggio 1878.

## Matrimoni e figli

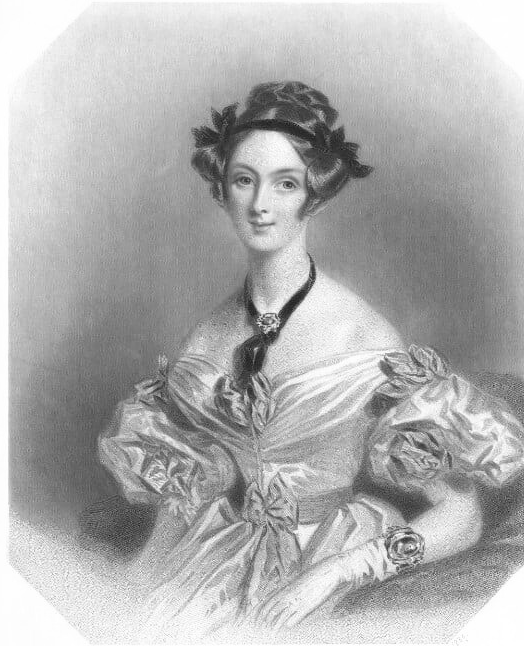
Adelaide Lister, prima moglie di John Russel (m. 1838)

L'11 aprile 1835, Russell sposò Adelaide, lady Ribblesdale, figlia primogenita di Thomas Lister Esquire e già vedova di Thomas Lister, II barone Ribblesdale, deceduto nel 1832. La sua morte nel 1838 concluse il primo matrimonio di Russel dopo appena tre anni. La coppia ebbe due figlie:
- Georgiana Adelaide (1836–1922), che sposerà Archibald Peel
- Victoria (1838–1880), che sposerà il reverendo Henry Montagu Villiers, figlio di Henry Montagu Villiers, vescovo di Durham.[17]

Il 20 luglio 1841 Russell si risposò con lady Frances Anna-Maria Elliot-Murray-Kynynmound, figlia di Gilbert Elliot-Murray-Kynynmound, II conte di Minto. La coppia ebbe i seguenti figli:
- John Russell, visconte Amberley (1842–1876)
- George Gilbert William Russell (1848–1933)
- Francis Albert Rollo Russell (1849–1914)
- Mary Augusta Russell (1853–1933)[18]

Dopo la morte del figlio primogenito nel 1876, John, Frances Anna-Maria Elliot-Murray-Kynynmound si prese l'incarico di crescere i di lui figli, tra i quali è degno di nota Bertrand Russell, matematico e filosofo.

## Ascendenza
|                                        |                                      |                                          | Genitori                                      |  |  | Nonni |  |  | Bisnonni                         |  |  | Trisnonni                               |  |
|                                        |                                      |                                          |                                               |  |  |       |  |  | John Russell, IV duca di Bedford |  |  | Wriothesley Russell, II duca di Bedford |  |
|                                        |                                      |                                          |                                               |  |  |       |  |  | John Russell, IV duca di Bedford |  |  | Wriothesley Russell, II duca di Bedford |  |
|                                        |                                      | Elizabeth Howland                        |                                               |  |  |       |  |  | John Russell, IV duca di Bedford |  |  |                                         |  |
| Francis Russell, marchese di Tavistock |                                      |                                          |                                               |  |  |       |  |  | John Russell, IV duca di Bedford |  |  |                                         |  |
|                                        |                                      | lady Gertrude Leveson-Gower              | John Leveson-Gower, I conte Gower             |  |  |       |  |  |                                  |  |  |                                         |  |
|                                        |                                      | lady Gertrude Leveson-Gower              | John Leveson-Gower, I conte Gower             |  |  |       |  |  |                                  |  |  |                                         |  |
|                                        |                                      | lady Gertrude Leveson-Gower              | lady Evelyn Pierrepont                        |  |  |       |  |  |                                  |  |  |                                         |  |
| John Russell, VI duca di Bedford       |                                      | lady Gertrude Leveson-Gower              |                                               |  |  |       |  |  |                                  |  |  |                                         |  |
|                                        |                                      | Willem van Keppel, II conte di Albemarle | Arnold Joost van Keppel, I conte di Albemarle |  |  |       |  |  |                                  |  |  |                                         |  |
|                                        |                                      | Willem van Keppel, II conte di Albemarle | Arnold Joost van Keppel, I conte di Albemarle |  |  |       |  |  |                                  |  |  |                                         |  |
|                                        |                                      | Willem van Keppel, II conte di Albemarle | Geertruid Johanna de Quirina van der Duyn     |  |  |       |  |  |                                  |  |  |                                         |  |
| lady Elizabeth Keppel                  |                                      | Willem van Keppel, II conte di Albemarle |                                               |  |  |       |  |  |                                  |  |  |                                         |  |
|                                        |                                      | lady Anne Lennox                         | Charles Lennox, I duca di Richmond            |  |  |       |  |  |                                  |  |  |                                         |  |
|                                        |                                      | lady Anne Lennox                         | Charles Lennox, I duca di Richmond            |  |  |       |  |  |                                  |  |  |                                         |  |
|                                        |                                      | lady Anne Lennox                         | hon. Anne Brudenell                           |  |  |       |  |  |                                  |  |  |                                         |  |
| John Russell, I conte di Russell       |                                      | lady Anne Lennox                         |                                               |  |  |       |  |  |                                  |  |  |                                         |  |
|                                        | George Byng, III visconte Torrington | George Byng, I visconte Torrington       |                                               |  |  |       |  |  |                                  |  |  |                                         |  |
|                                        | George Byng, III visconte Torrington | George Byng, I visconte Torrington       |                                               |  |  |       |  |  |                                  |  |  |                                         |  |
|                                        | George Byng, III visconte Torrington | Margaret Master                          |                                               |  |  |       |  |  |                                  |  |  |                                         |  |
| George Byng, IV visconte Torrington    | George Byng, III visconte Torrington |                                          |                                               |  |  |       |  |  |                                  |  |  |                                         |  |
|                                        |                                      | Elizabeth Daniel                         | Lyonel Daniel                                 |  |  |       |  |  |                                  |  |  |                                         |  |
|                                        |                                      | Elizabeth Daniel                         | Lyonel Daniel                                 |  |  |       |  |  |                                  |  |  |                                         |  |
|                                        |                                      | Elizabeth Daniel                         | Martha Master                                 |  |  |       |  |  |                                  |  |  |                                         |  |
| hon. Georgiana Byng                    |                                      | Elizabeth Daniel                         |                                               |  |  |       |  |  |                                  |  |  |                                         |  |
|                                        |                                      | John Boyle, V conte di Cork              | Charles Boyle, IV conte di Orrery             |  |  |       |  |  |                                  |  |  |                                         |  |
|                                        |                                      | John Boyle, V conte di Cork              | Charles Boyle, IV conte di Orrery             |  |  |       |  |  |                                  |  |  |                                         |  |
|                                        |                                      | John Boyle, V conte di Cork              | lady Elizabeth Cecil                          |  |  |       |  |  |                                  |  |  |                                         |  |
| lady Lucy Boyle                        |                                      | John Boyle, V conte di Cork              |                                               |  |  |       |  |  |                                  |  |  |                                         |  |
|                                        |                                      | Margaret Hamilton                        | John Hamilton                                 |  |  |       |  |  |                                  |  |  |                                         |  |
|                                        |                                      | Margaret Hamilton                        | John Hamilton                                 |  |  |       |  |  |                                  |  |  |                                         |  |
|                                        |                                      | Margaret Hamilton                        | Lucy Dopping                                  |  |  |       |  |  |                                  |  |  |                                         |  |
|                                        |                                      | Margaret Hamilton                        |                                               |  |  |       |  |  |                                  |  |  |                                         |  |